# David Walsh (journalist)
David Joseph Walsh (17 juni 1955) is een Iers sportjournalist en schrijver en vooral bekend van het uitbrengen van de dopingzondes van Seán Kelly, Stephen Roche en Lance Armstrong. Hij is hoofd van de sportafdeling van de Britse krant The Sunday Times. Hij werd vier keer sportschrijver van het jaar in Ierland en drie keer sportschrijver van het jaar in het Verenigd Koninkrijk.

## Biografie
Walsh begon bij de krant Leitrim Observer als sportjournalist en werd daar redacteur in 1980. Kort daarna ging hij aan de slag bij een Dublinse krant. In 1984 ging hij een jaar lang het wielrennen in Frankrijk volgen. In 1987 stapte hij over naar de Sunday Tribune, in 1991 naar de Sunday Independent en in 1996 naar The Sunday Times (Ierse versie).
Na twee jaar onderzoek maakte hij in 2001 in The Sunday Times bekend dat Armstrong samenwerkte met de controversiële arts Michele Ferrari.

## Publicaties
- L.A. Confidentiel: Les Secrets de Lance Armstrong (2004) samen met de Franse journalist Pierre Ballester
- From Lance to Landis: Inside the American Doping Controversy at the Tour de France (2007)
- Seven Deadly Sins: My Pursuit of Lance Armstrong (2013)